# Paraceratherium
Парацератерій або Індрикотерій (лат. Paraceratherium) — рід велетенських (до 7 метрів завдовжки) викопних безрогих носорогів з підродини індрикотеріїв родини гіракодонтових. Населяли територію сучасного Казахстану за середнього та верхнього олігоцену (34—23 млн років тому).

## Анатомія

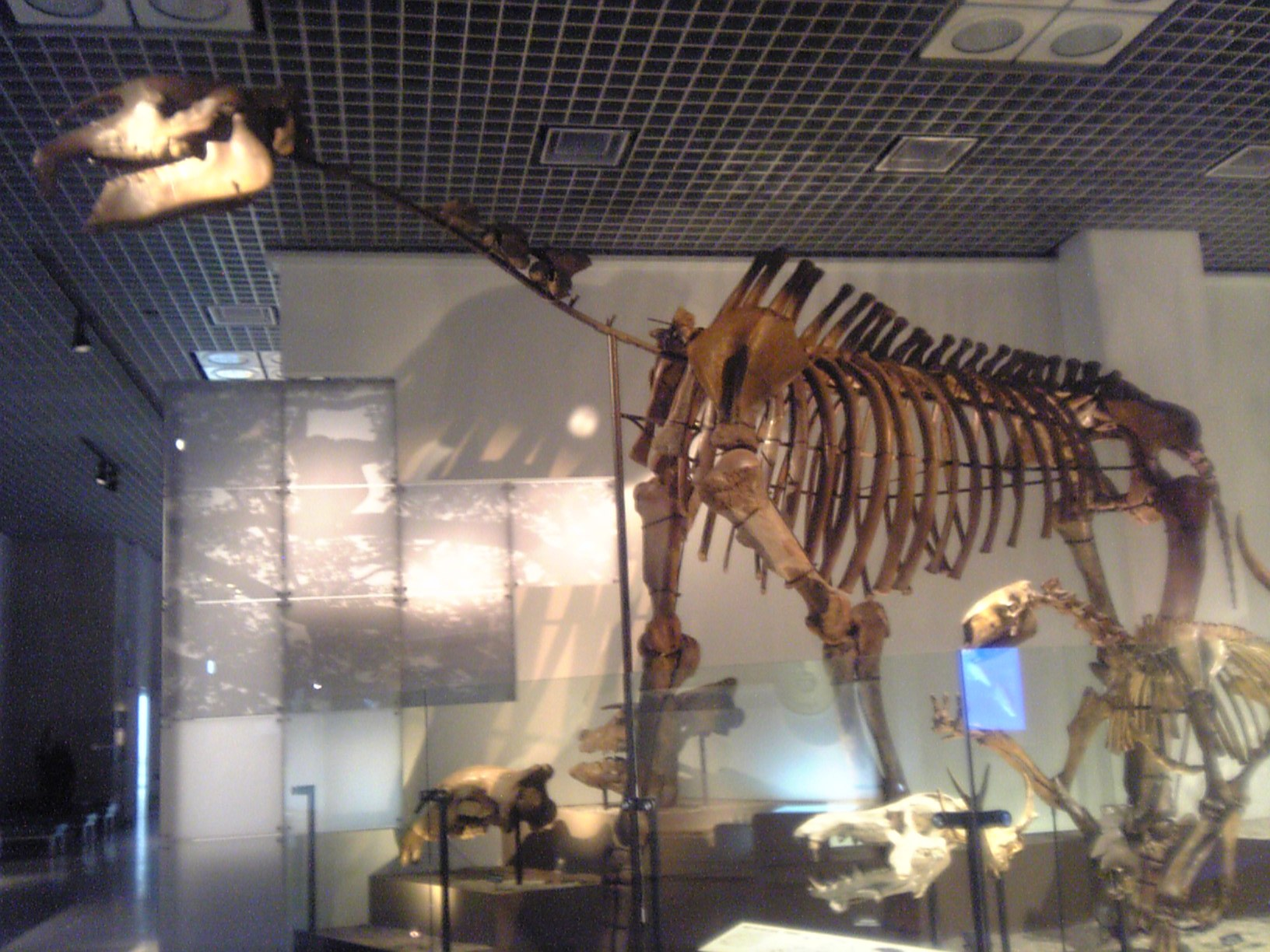
Скелет Indricotherium transouralicum (Національний музей науки, Токіо, Японія)

Точний розмір представників роду Paraceratherium невідомий через неповноту скам'янілостей. Висота в плечах складала близько 4,8 метра, а довжина близько 7,4 метра. Його маса оцінюється приблизно в 15—20 тонн. Довга шия підтримувала череп завдовжки близько 1,3 метра. Тварини мали великі, схожі на бивні, різці та носовий розріз, що свідчить про чіпку верхню губу або хобот. Ноги були довгі, схожі на стовпи (колоновидні трипалі, рогів не мали). Спосіб життя міг бути подібним до способу життя інших великих рослиноїдних ссавців, таких як сучасні слони та носороги. Через свій розмір у Paraceratherium-ів було мало ворогів і повільне розмноження. Харчувалися переважно листям, м'якими рослинами та чагарниками в місцях від посушливих пустель з кількома розкиданими деревами до субтропічних лісів.
Більшість сучасних вчених вважають роди Baluchitherium, Indricotherium і Pristinotherium молодшими синонімами Paraceratherium. Вважається, що він містить такі види; P. bugtiense, P. transouralicum, P. huangheense та P. linxiaense. Найвідомішим видом є P. transouralicum, тому більшість реконструкцій роду засновано на ньому. P. bugtiense та P. transouralicum можуть бути самцями та самицями того самого виду.